# Chelsea Football Club 1983-1984
Questa voce raccoglie le informazioni riguardanti il Chelsea Football Club nelle competizioni ufficiali della stagione 1983-1984.

## Stagione
Il club londinese termina in dodicesima posizione il campionato con un totale di venticinque vittorie, tredici pari e quattro sconfitte.
Il Chelsea inizia l'FA Cup dal terzo turno, dove viene sconfitto 0-1 dal Blackburn e quindi eliminato.
Il club londinese inizia la Football League Cup dal primo turno, dove vince 2-1 contro Gillingham FC all'andata e 4-0 al ritorno, nel secondo batte 2-0 il Leicester City all'andata e viene sconfitto 0-2 al ritorno, il Chelsea passa dopo i calci di rigore per 4-3. Nel terzo turno viene battuto dal West Bromwich Albion 0-1 e quindi eliminato.

## Maglie e sponsor
Nella stagione 1983-1984 del Chelsea il main sponsor Gulf Air, lo sponsor tecnico è Le Coq Sportif. La divisa primaria è costituita da maglia blu con colletto a girocollo (dotato di linee rosse e bianche come decorazione), sono presenti linee orizzontali di colorazione più scura, estremità delle maniche con le medesime personalizzazioni, calzoncini blu con estremità inferiori rosse e calzettoni bianchi con linee blu e rosse. La divisa da trasferta è formata da una maglia gialla con colletto a girocollo (dotato di linee rosse e bianche come decorazione), sono presenti linee sottili orizzontali rossoblu, calzoncini gialli con estremità inferiori blu e calzettoni gialli con una linee blu e rosse.
| Casa | Trasferta |

## Rosa
Rosa e numerazione sono aggiornati al 31 maggio 1984.
| N. |                        | Ruolo | Calciatore        |
| -- | ---------------------- | ----- | ----------------- |
|    | Inghilterra (bandiera) | P     | Steve Francis     |
|    | Galles (bandiera)      | P     | Eddie Niedzwiecki |
|    | Inghilterra (bandiera) | D     | Micky Droy        |
|    | Inghilterra (bandiera) | D     | Dennis Rofe       |
|    | Inghilterra (bandiera) | D     | Dale Jasper       |
|    | Galles (bandiera)      | D     | Joey Jones        |
|    | Scozia (bandiera)      | D     | Tony McAndrew     |
|    | Scozia (bandiera)      | D     | Joe McLaughlin    |
|    | Inghilterra (bandiera) | D     | Colin Pates       |
|    | Scozia (bandiera)      | C     | Ian Britton       |
|    | Inghilterra (bandiera) | C     | John Bumstead     |
|    | Inghilterra (bandiera) | C     | John Hollins      |

| N. |                        | Ruolo | Calciatore          |
| -- | ---------------------- | ----- | ------------------- |
|    | Scozia (bandiera)      | C     | Keith Jones         |
|    | Sudafrica (bandiera)   | C     | Colin Lee           |
|    | Scozia (bandiera)      | C     | Pat Nevin           |
|    | Inghilterra (bandiera) | C     | Nigel Spackman      |
|    | Scozia (bandiera)      | C     | David Speedie       |
|    | Galles (bandiera)      | C     | Mickey Thomas       |
|    | Inghilterra (bandiera) | A     | Paul Canoville      |
|    | Inghilterra (bandiera) | A     | Kerry Dixon         |
|    | Scozia (bandiera)      | A     | Derek Johnstone     |
|    | Inghilterra (bandiera) | A     | Peter Rhoades-Brown |
|    | Scozia (bandiera)      | A     | Duncan Shearer      |
|    | Inghilterra (bandiera) | A     | Clive Walker        |

## Calciomercato
| Arrivi | Arrivi            | Arrivi          | Arrivi   |
| R.     | Nome              | da              | Modalità |
| ------ | ----------------- | --------------- | -------- |
| C      | Mickey Thomas     | Stoke City      | ?        |
| C      | John Hollins      | Arsenal         | ?        |
| A      | Derek Johnstone   | Rangers         | ?        |
| D      | Joe McLaughlin    | Greenock Morton | ?        |
| P      | Eddie Niedzwiecki | Wrexham         | ?        |
| C      | Nigel Spackman    | Bournemouth     | ?        |

| Partenze | Partenze     | Partenze     | Partenze |
| R.       | Nome         | a            | Modalità |
| -------- | ------------ | ------------ | -------- |
| D        | Gary Chivers | Swansea City | ?        |
| C        | Mike Fillery | QPR          | ?        |

## Statistiche

### Statistiche di squadra
| Competizione        | Punti | Totale | Totale | Totale | Totale | Totale | Totale |
| Competizione        | Punti | G      | V      | N      | P      | Gf     | Gs     |
| ------------------- | ----- | ------ | ------ | ------ | ------ | ------ | ------ |
| Campionato          | 88    | 42     | 25     | 13     | 4      | 90     | 40     |
| FA Cup              | -     | 0      | 0      | 0      | 1      | 0      | 1      |
| Football League Cup | -     | 6      | 4      | 0      | 2      | 8      | 4      |
| Totale              | -     | 48     | 29     | 13     | 7      | 98     | 45     |